# Deryck Cooke
Deryck Cooke, né le 14 septembre 1919 et mort le  26 octobre 1976, est un musicologue et musicien britannique.
Il est principalement connu pour son vif attachement à l'œuvre de Gustav Mahler, dont il entreprend en 1964 de terminer l'orchestration de la Symphonie no 10.

## Publications
- The Language of Music, OUP, 1959.
- Gustav Mahler (1860-1911): A Companion to the BBC's Celebrations of the Centenary of his Birth publié en 1960.
- Thematic Patterns in Sonatas of Beethoven, Londres, 1967.
- I Saw the World End: A Study of Wagner's Ring, publié en 1979.
- Vindications: Essays on Romantic Music, publié en 1982.